# AI.24 폭스헌터

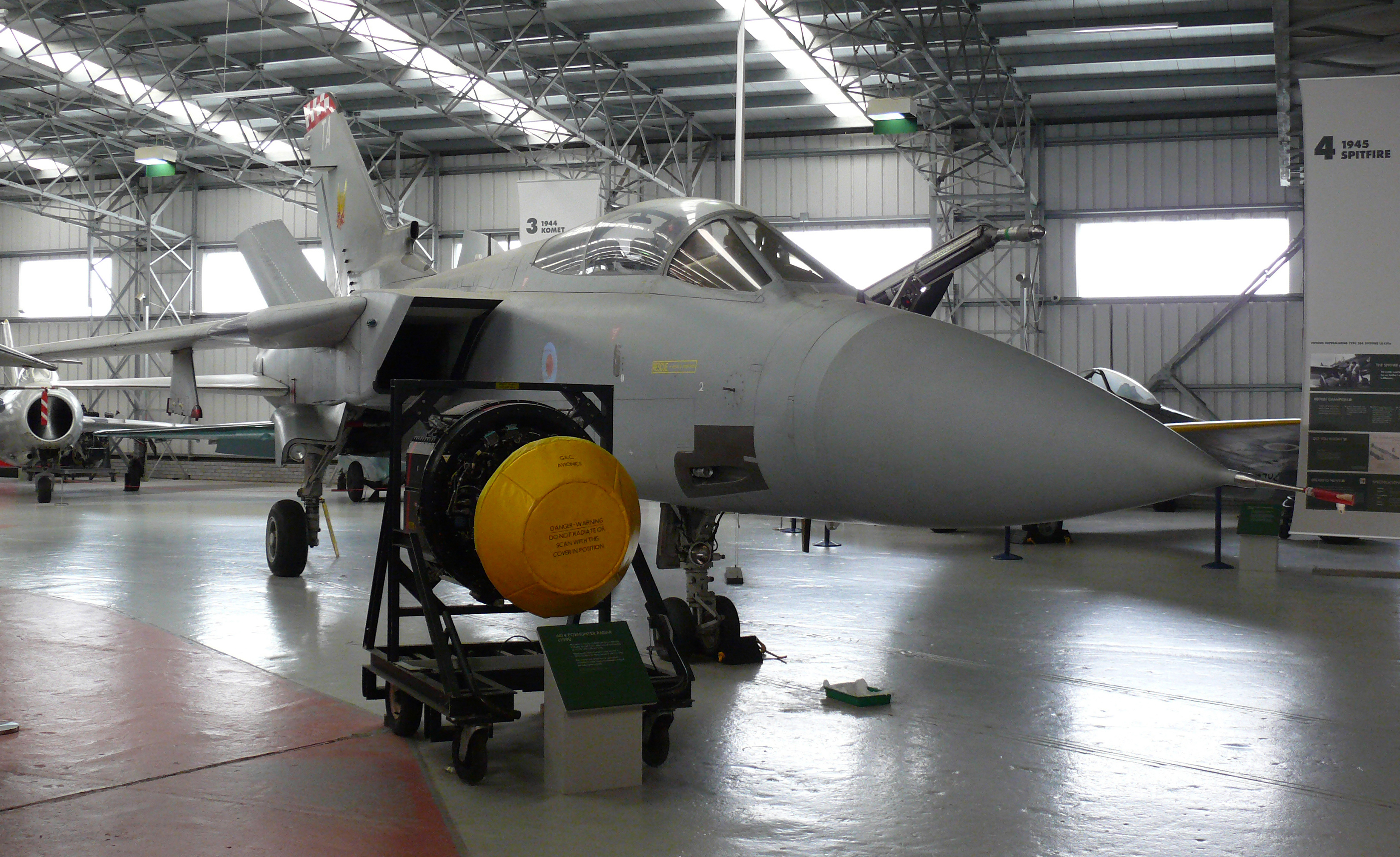
박물관에 있는 토네이도 전투기

AI.24 Foxhunter는 영국이 개발한 전투기용 레이다다. 파나비어 토네이도 F.3 전투기에 탑재하기 위한 레이다로 1981년도에 처음 비행 테스트됐다.

## 개요
해당 레이다는 GEC-Marconi 제조사와 파트너 회사인 Ferranti에서 개발했다. 초기 문제에도 불구하고 (레이다가 수년 늦었고 예산보다 60 % 이상) 연속적인 업그레이드로 인해 RAF의 토네이도 F.3 시리즈에서 지속적으로 개선되었던 레이다다.

## 역사
레이다는 Hawker Siddeley Buccaneer에서 비행 테스트를 받았고 1981년 6월에 Tornado F.2에서 처음 비행했다.

## 제원
- 이름 : AI.24 Foxhunter
- 종류 : 펄스 도플러 레이다
- 소형 전투기 탐지거리 : 100km
- 대형 폭격기 탐지거리 : 210km
- 탑재기종 : 파나비아 토네이도 F.3

## 같이 보기
- RP-25 (레이다)
- RBE-2